# Montserrat Lombard
Montserrat Montse Lombard es una actriz británica, más conocida por interpretar a Sharon Granger en la serie Ashes to Ashes.

## Biografía
Es hija de Jesús López, un pintor y pianista español. Montserrat es mitad española y mitad italiana.

## Carrera
Entre 2002 y 2006, apareció en series como Doctors, Twisted Tales, Nathan Barley, Carrie & Barry, No Angels y Murder in Suburbia, donde interpretó a la estudiante Coppell. En 2005 se unió al elenco de la serie Love Soup, donde interpretó a Milly Russell hasta 2008. En 2008 se unió al elenco de la serie Ashes to Ashes, donde interpretó a la oficial Sharon Shaz Granger hasta el final de la serie en 2010. También en 2008 apareció en el cortometraje Stiletto. En 2009 obtuvo un pequeño papel en la película The Imaginarium of Doctor Parnassus, donde interpretó a la amiga de Sally. Ese mismo año interpretó a Zoe, la emo del grupo en la película St Trinian's 2: The Legend of Fritton's Gold.
En 2011 apareció en dos episodios de la serie The Borgias, donde interpretó a la sirvienta María.

## Filmografía
Series de televisión
| Año         | Título                   | Personaje      | Notas                             |
| ----------- | ------------------------ | -------------- | --------------------------------- |
| 2013        | Agatha Christie's Marple | Esther Walters | episodio "A Caribbean Mystery"    |
| 2012        | Raw                      | Selena         | 5 episodios                       |
| 2011        | The Borgias              | María          | 2 episodios                       |
| 2008 - 2010 | Ashes to Ashes           | Shaz Granger   | 24 episodios                      |
| 2005 - 2008 | Love Soup                | Milly Russell  | 17 episodios                      |
| 2006 - 2007 | Hyperdrive               | Lavya          | 2 episodios                       |
| 2007        | Midsomer Murders         | Philomena Bell | episodio "Picture of Innocence"   |
| 2007        | Roman's Empire           | Nikki          | 6 episodios                       |
| -           | The Castle               | Lady Anne      | tv serie                          |
| 2006        | Saxondale                | Stevie         | episodio # 1.4                    |
| 2006        | No Angels                | Natalia        | 2 episodios                       |
| 2005        | Carrie & Barry           | -              | episodio "Competition"            |
| 2005        | Murder in Suburbia       | Myra Coppell   | episodio "Witches"                |
| 2005        | Nathan Barley            | Monika         | 2 episodios                       |
| 2005        | Twisted Tales            | Bella          | episodio "Death Metal Chronicles" |
| 2002        | Doctors                  | Natalia        | episodio "Occupational Hazards"   |

Cine
| Año  | Título                                       | Personaje                | Notas                                                                        |
| ---- | -------------------------------------------- | ------------------------ | ---------------------------------------------------------------------------- |
| 2014 | Bliss!                                       | Karen Robson             | junto a Jim Caviezel, Noel Clarke, Freya Parks & Christian Rubeck            |
| 2013 | Charlie Countryman                           | Madison                  | junto a Shia LaBeouf, Vincent D'Onofrio & Melissa Leo                        |
| 2012 | Albatross: A Love Story                      | -                        | corto - junto a Lars Rudolph, Hardeep Singh Kohli & Esme Appleton            |
| 2012 | Tower Block                                  | Jenny                    | junto a Sheridan Smith, Jack O'Connell, Ralph Brown & Russell Tovey          |
| 2012 | Mourning Rules                               | Izzy                     | corto - junto a Joseph Millson & Olivia Poulet                               |
| 2012 | Outside Bet                                  | Becka                    | junto a Vincent Regan, Bob Hoskins, Jenny Agutter, Lucy Drive & Kate Magowan |
| 2011 | Eight Minutes Idle                           | Alice                    | junto a Ophelia Lovibond & Tom Hughes                                        |
| 2011 | Weighed In: The Story of the Mumper          | Becka                    | junto a Bob Hoskins, Jenny Agutter & Vincent Regan                           |
| 2010 | The Savage Canvas                            | Jill Saunders            | junto a Angela Dixon                                                         |
| 2010 | Magpie                                       | Minnie                   | corto - junto a Maeve Dermody & Tom Riley                                    |
| 2009 | St Trinian's 2: The Legend of Fritton's Gold | Zoe                      | junto a Talulah Riley & Juno Temple                                          |
| 2009 | Stalking Ben Chadz                           | Izzy                     | corto - junto a Olivia Poulet                                                |
| 2009 | Finding Sol                                  | Mia                      | corto - junto a Sonny Douglas                                                |
| 2009 | The Imaginarium of Doctor Parnassus          | Amiga de Sally           | junto a Paloma Faith                                                         |
| 2008 | Scratch                                      | Susan                    | junto a Viktoria Winge                                                       |
| 2008 | Stiletto                                     | Muse                     | corto - junto a Tom Harper                                                   |
| 2007 | English Language (with English Subtitles)    | Backing Vox & Tambourine | corto - junto a MyAnna Buring                                                |
| 2006 | The Chatterley Affair                        | Bernadine Wall           | -                                                                            |
| 2005 | Imbroglio                                    | -                        | corto - junto a Robert Ashe & Sarah Finch                                    |
| 2005 | Vanilla Song                                 | June                     | corto - junto a Jay Mills                                                    |
| 2004 | Tunnel of Love                               | Natalie                  | -                                                                            |
| 2003 | London Sonnet                                | Joven Enamorada          | corto - junto a Tim Funnell                                                  |

Teatro
| Año  | Obra                               | Personaje           | Teatro | Notas                 |
| ---- | ---------------------------------- | ------------------- | ------ | --------------------- |
| 2003 | People Who Don't Do Dinner Parties | Daisy/Louise/Sharon | -      | junto a Mark Stobbart |